# Christian Frederik Emil Horneman
Christian Frederik Emil Horneman (17. prosince 1840 Kodaň – 8. června 1906 Kodaň) byl dánský hudební skladatel, dirigent, vydavatel, hudební organizátor a pedagog.
Byl synem skladatele Emila Hornemana a celoživotním přítelem E. H. Griega. V roce 1874 založil vlastní koncertní společnost a v roce 1880 vlastní hudební školu. Celý život se potýkal s ekonomickým nedostatkem, přesto vytvořil několik pozoruhodných hudebních prací. V roce 1888 se stal profesorem a v roce 1906 mu bylo uděleno nejvyšší dánské státní vyznamenání, Řád Dannebrog.
Jeho kompoziční činnost zasahuje do několika oblastí klasické hudby, složil několik oper, divadelní hudbu, komorní hudbu, sborová díla a písně.